# Marie Elise Loke

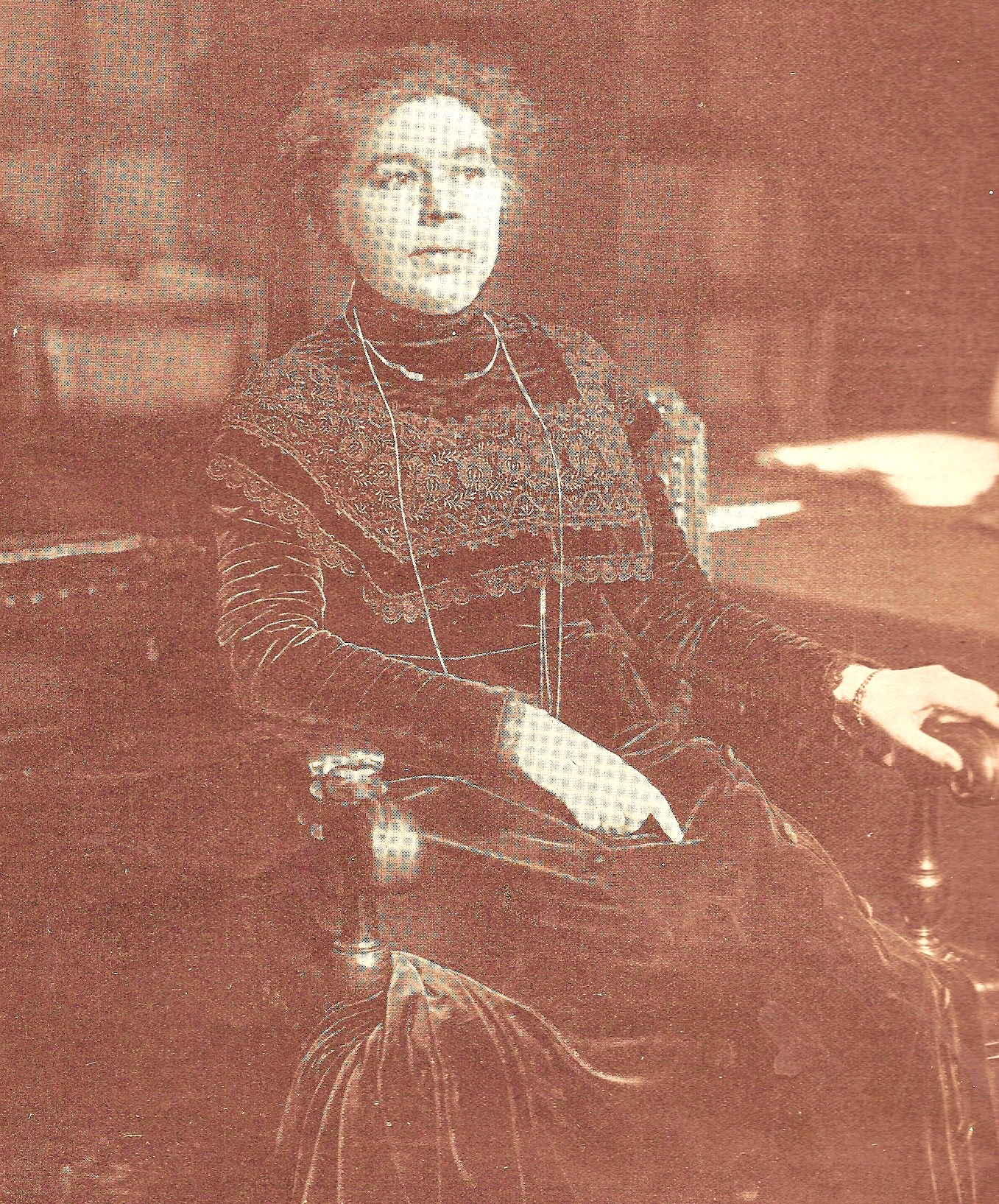
Marie Elise Loke in 1911.

Marie Elise Loke (Hoorn, 7 augustus 1870 - Groningen, 2 februari 1916), dochter van Pieter Loke, geb. 1831 te Breda, Ingenieur Waterstaat en Geertruida Wilhelmina Henriette Margaretha Telders, geb.1835 te Breda. Marie Elise was lector aan de Rijksuniversiteit Groningen in de Nieuw Franse taal- en letterkunde. Ze was de eerste vrouwelijke lector in Nederland.

## Opleiding en loopbaan
Vanaf september 1886 volgde ze de Arnhemse Kweekschool voor onderwijzeressen. In 1891 behaalde ze LO Engels en in 1894 LO Frans.
Marie Loke werd verder opgeleid in haar studie in de Franse taal- en letterkunde door N.J. Verlint te Utrecht en dr J.J. Salverda de Grave, toenmalig lector aan de Universiteit Leiden, later hoogleraar te Groningen. In 1897 verwierf zij het diploma A middelbaar onderwijs Frans, in 1900 het diploma MO-B Frans. Daarna nam ze dictielessen Frans bij Georges Berr, toneelschrijver en acteur bij de Comédie-Française.
Van januari tot september 1902 was Marie Loke als lerares werkzaam aan het Stedelijk gymnasium te Kampen, daarna tot 1 januari 1907 in dezelfde functie aan de Hogere Burgerschool voor meisjes te Den Haag. 
Ter voltooiing van haar  studies bezocht zij de Universiteit van Toulouse bij prof. Alfred Jeanroy van april tot en met juni 1906. Zo promoveerde zij als eerste Nederlander in het buitenland in een moderne taal, tot 'Docteur'  met la mention très honorable op een proefschrift getiteld Les versions Néerlandaises de Renaud de Monteban. Étudiées dans leurs rapports avec le poème français. 
Lovende recensies werden geschreven in The New York Herald, in Frankrijk, België en Nederland. Ze werd daarna benoemd tot lid van de Maatschappij der Nederlandse Letterkunde.
Op voorspraak van de Groningse hoogleraar Salverda de Grave volgde in oktober 1907 de benoeming tot lector in de Nieuw Franse taal- en letterkunde aan de Rijksuniversiteit Groningen. Haar leerplan omvatte de Franse letterkunde vanaf 1600 tot heden. Ze verdiende evenveel als in Den Haag, echter nu onder de voorwaarde dat ze geen betaalde werkzaamheden daarnaast mocht verrichten. Daarom solliciteerden er geen mannelijke collega's naar deze funktie.
Haar inaugurele rede op 15 januari 1908 ging over Les débuts du roman personnel: Mme de Charrière et son oeuvre. Loke behandelde toen Lettres de Mistriss Henley, Lettres écrites de Lausanne, Caliste en de briefwisseling tussen Isabelle de Charrière en Constant d'Hermenches.
Haar colleges, steunend op diepgaande studies, op liefde voor de wetenschap, op uitgebreide kennis en op goede onderwijsgaven, werden door haar studenten (ongeveer 40 in getal) hoog gewaardeerd en waren vruchtdragend. 
Ze regisseerde studententoneel, wat leidde tot opvoeringen van 'Les femmes savantes' van Molière in 1910 en 'Le jeu de l’amour et du hasard' van Pierre Carlet de Marivaux.
Loke werd in 1910 Presidente van de afdeling Groningen van de Nederlandsche Bond voor Vrouwenkiesrecht.
Ze werkte mee in de subcommissie 'Letterkunde en Tooneel' van de tentoonstelling 'De Vrouw 1813-1913', gewijd aan aan de prestaties van vrouwen in de 100 jaar na de bevrijding van de Fransen, samen met Carry van Bruggen presidente, Cornelia Serrurier secretaresse, Annie Salomons penningmeesteresse, Caroline van Dommelen en Annie Oppenheim.

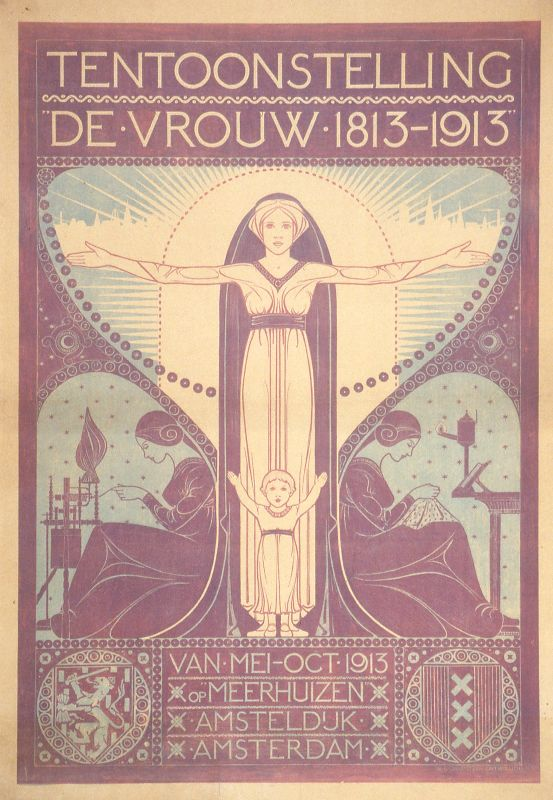
Affiche De Vrouw 1813-1913

Loke was bestuurslid van het Algemeen-Nederlands Verbond (ANV), de vereniging die de samenwerking tussen Nederland en Vlaanderen wil bevorderen, tot haar overlijden.
In 1915 werd ze langdurig ziek en werd geopereerd aan een kwaadaardig gezwel. De pijn werd verzacht met morfine-injecties. Ze overleed in haar woning aan het Eemskanaal ZZ 4 te Groningen op 2 februari 1916 op 45-jarige leeftijd. Haar stoffelijk overschot werd van Groningen per trein naar Zwolle vervoerd, waar ze ter aarde werd besteld op de Algemene begraafplaats aan de Meppelerstraatweg te Zwolle (grafnr.1H/D/0017) bij haar broer Constant Francois Loke, geb.1876 en haar moeder.

## Werken
- Les versions Néerlandaises de Renaud de Montauban. Etudiées dans leurs rapports avec le poème français. Toulouse, Imprimerie et Librairie Edouard Privat, Librairie de l'Université, 1906. 190 p. (Dissertatie)

### Vertalingen
- De Roman van Tristan en Isolde. Naar de bewerking van Joseph Bédier. Vertaald door Marie Loke. Leiden, J.M.N. Kapteijn, 1903. 216 p.
- De Zodiac. Vertaling van Le Zodiaque. Sonnetten, van Gabriel Trarieux  door Dr. Marie Loke. In: Urania. Officieel orgaan van het Nederlandsch Genootschap voor Astronomie en moderne Astrologie, 7, 4, 1913. p. 138-144.
- De Barbier Van Sevilla Of Nuttelooze Voorzorgsmaatregelen. Blijspel In 4 Bedrijven van de auteur Pierre Beaumarchais 1775 [Le Barbier de Séville ou la Précaution inutile]. Vertaald door Dr. Marie Loke. Met inleiding  van Annie L. Oppenheim. Amsterdam, Wereldbibliotheek, 1920. 83 p.

### Artikelen
- Edith Rickert: The Reaper. In: Den Gulden Winckel, 4, 3, 1905, p. 37-39.
- Franz Settegast, Quellenstudien zur galloromanischen Epik. In: Museum. Maandblad voor Philologie en Geschiedenis.12, 8, 1905. p. 297-299.
- Le livre d'or de Sainte Beuve publié à l'occasion de Centenaire de sa naissance. In: Museum. Maandblad voor Philologie en Geschiedenis, 13, 5, 1906. p. 174-176.
- Leo Jordan, Die Sage von den vier Haymonskindern. In: Museum. Maandblad voor Philologie en Geschiedenis, 13, 8, 1906. p. 291-294.
- Prof. Dr. A.G. van Hamel. In: De Nederlandsche Spectator, 48, 18, 1907. p.159-161.
- Jessie Weston. The Legend of Sir Perceval. In: Museum. Maandblad voor Philologie en Geschiedenis, 14, 11-12, 1907. p. 425-427.
- De Annales Jean Jacques Rousseau, 1905-1910. In: De Gids, 77, 1913. p. 155-168.[8]

## Varia
- Van haar hand verscheen ook een vertaling in het Nederlands van 'De Barbier van Sevilla, of Nuttelooze voorzorgsmaatregelen : blijspel in vier bedrijven', met succes opgevoerd door het gezelschap Het Tooneel van Willem Royaards in 1910[9][10], waarvan de uitgave bezorgd werd door Annie L. Oppenheim, Amsterdam. Wereldbibliotheek, 1920.

- Op verzoek van Willem Royaards werd dit toneelstuk herdrukt in één boek in 1930 samen met de Beaumarchais vertaling  van Top Naeff van 'Een dag vol dwaasheid, of De bruiloft van Figaro' uit 1921.
- Deze vertaling van De Barbier werd ook gebruikt door Stichting Jeugdtoneel bij de opvoering in 1956 in het Openluchttheater Zuiderpark te Den Haag.
- Een expositie over Marie Loke werd gehouden in het Internationaal Instituut voor Sociale Geschiedenis te Amsterdam van 7 april tot 7 mei 1993 na de publicatie van het boek van Inge de Wilde. Een beminnelijke romaniste: Marie Elise Loke (1870-1916) de eerste vrouwelijke lector in Nederland.[12]
- De Marie Lokeprijs wordt sinds 2006 uitgereikt door het Alfasteunpunt van de Universiteit van Groningen aan de leerling van de middelbare school met het beste profielwerkstuk Cultuur & Maatschappij. Aan de eerste prijs is, naast eeuwige roem, ook een geldbedrag van 200 euro gekoppeld en een presentatie van het werkstuk in Groningen.
- Een zaal in het Harmoniegebouw van de Faculteit der Letteren en Rechtsgeleerdheid, Oude Kijk in 't Jatstraat 26 te Groningen is genoemd de Marie Loke-zaal.